# Elecciones seccionales de Ecuador de 1998
Las elecciones seccionales de Ecuador de 1998 se realizaron el 31 de mayo de 1998 para renovar los cargos de 56 consejeros provinciales y 651 concejales cantonales para el periodo 1998-2003. Se llevaron a cabo de forma simultánea a las elecciones legislativas y presidenciales del mismo año.